# Xian de Gamba
Pour les articles homonymes, voir Gamba (homonymie).
Le xian de Gamba (岗巴县 ; pinyin : Gǎngbā Xiàn) est un district administratif de la région autonome du Tibet en Chine. Il est placé sous la juridiction de la préfecture de Xigazê.

## Démographie
La population du district était de 9 090 habitants en 1999.